# Гепецкий, Николай Емельянович
Никола́й Емелья́нович Гепецкий (1 декабря 1869, Кишинёв — 10 сентября 1920, село Староказачье, Аккерманский уезд, Бессарабия) — член Государственной думы 3-го и 4-го созывов от Бессарабской губернии, протоиерей.

## Биография
Сын протоиерея Емельяна Авксентьевича Гепецкого, преподавателя в Кишиневской духовной семинарии.
Окончил Кишиневскую духовную семинарию и в 1890 году рукоположен во священника к храму Рождества Богородицы в Кишинёве. С 1893 года настоятель Свято-Покровского храма и законоучитель министерского училища в селе Староказачье Аккерманского уезда Бессарабской губернии. Благодаря его стараниям в селе были открыты Общество потребителей, касса мелкого кредита, почтовое отделение, образцовая больница, одноклассное училище, мужская и женская церковно-приходские школы с общим числом учащихся до 300 человек. Был удостоен благодарностей Аккерманского уездного и епархиального училищных советов.
С 1895 года уездный наблюдатель церковно-приходских и школ грамоты. С 1896 года депутат от духовенства в Аккерманском уездном земстве, с 1897 года член его ревизионной комиссии. С 1898 года председатель Аккерманского  отделения епархиального училищного совета, с 1899 года член его школьной комиссии и строительного комитета, наблюдатель за преподаванием Закона Божия, церковного пения и церковнославянской грамоты в министерских и народных училищах уезда, член уездного училищного совета Министерства народного просвещения, заведующий его книжным складом, попечитель Старо-Казачьей больницы. С 1902 года руководитель курсов церковного пения и рукоделия для учительниц начальных школ. В 1908 году инициатор строительства в селе нового храма.
С 1906 года член Бессарабской партии центра, основанной П. Н. Крупенским. С 1907 году депутат III Государственной думы от Бессарабской губернии. Входил во фракцию умеренно-правых, с 3-й сессии — в русскую национальную фракцию, с 4-й сессии — в группу независимых националистов, член бюджетной и по народному образованию комиссий.
В 1912 году вновь избран в Государственную думу. Входил во фракцию центра и с 1915 года в Прогрессивный блок, секретарь комиссии по народному образованию, член комиссий: бюджетной, по делам православной церкви и о путях сообщения.
С 1913 года протоиерей. С 1914 года почетный член Аккерманского отдела Императорского российского общества садоводства, член правления общества распространения в Аккермане среднего коммерческого образования и уездного попечительства по призрению семейств лиц, призванных на войну, председатель такого же волостного староказачьего попечительства, с 1915 года заведующий Староказачьим приходом.
В 1917 году делегат Всероссийского съезда духовенства и мирян, участник Государственного совещания в Москве. Член Поместного собора Православной Российской Церкви как заместитель И. Т. Евсеева, участвовал во 2-й сессии, член XVI отдела.
Жена Наталия Николаевна, дети: Неонила, Антон, Емельян, Михаил.
В 1918 году вернулся в Бессарабию. Умер в 1920 году в Староказачьем.

## Награды
Набедренник (1897), Библия от Святейшего Синода (1900), скуфья (1903), камилавка (1908), наперсный крест (1911), орден св. Владимира IV степени (1916) .